# Єва Пілатова

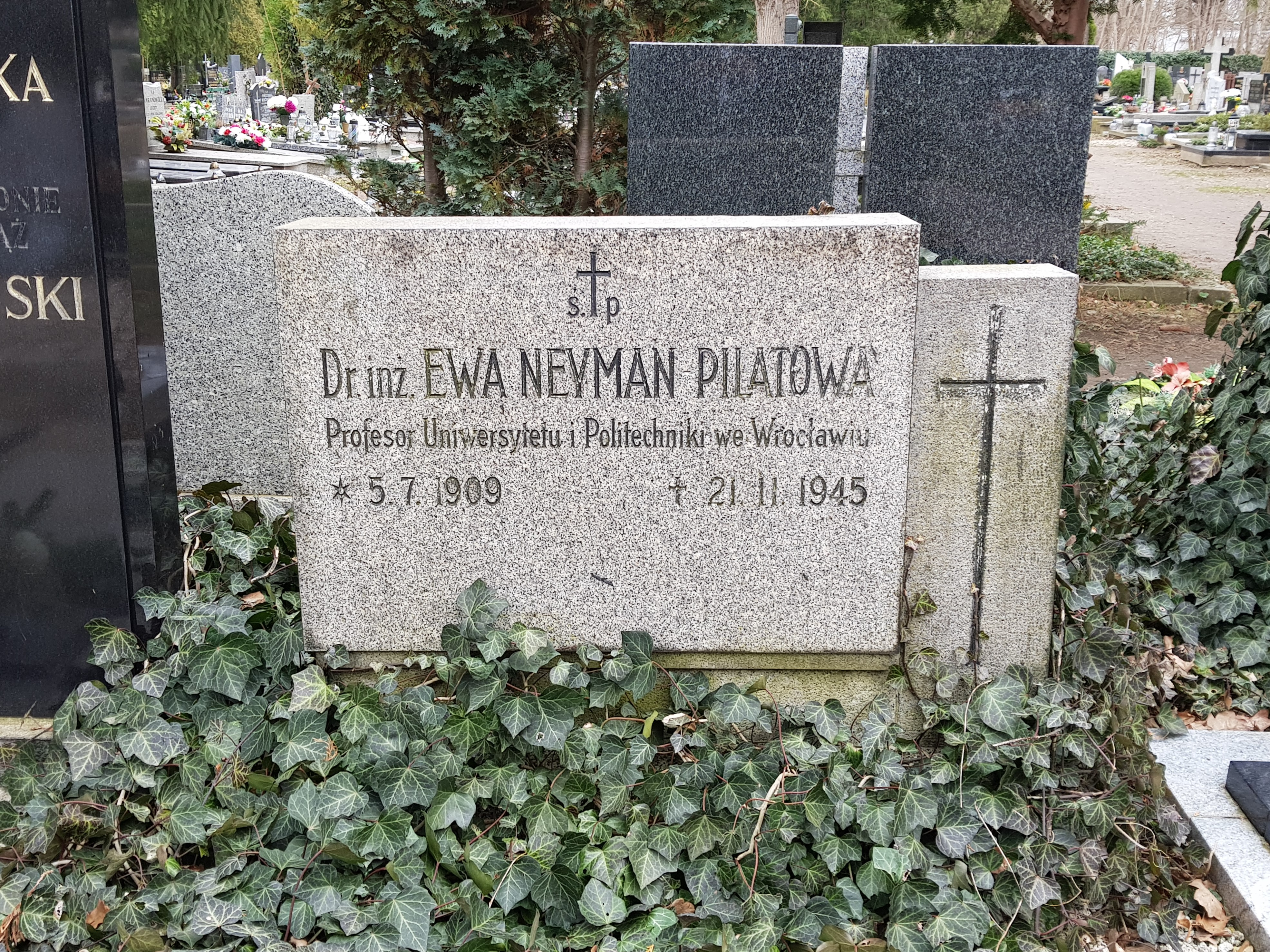
Могила професора Єви Пілатової на цвинтарі св. Вавжинець у Вроцлаві

Єва Пілатова, уроджена Сплава-Нейман (5 липня 1909, Львів — 21 листопада 1945, Вроцлав) — польська вчена-хімік, фахівець у галузі нафтохімії, викладач Львівської політехніки, Сілезької політехніки та Вроцлавської політехніки.

## Біографія
Народилася у Львові в родині гірничого інженера Казімежа Неймана і Стефанії, також уродженої Нейман. Закінчила неповну середню школу Королеви Ядвіги у Львові та Консерваторію у Львові (клас фортепіано). У 1927—1932 роках вивчала хімію у Львівській політехніці, отримавши в 1932 році диплом інженера. У 1931—1933 рр. була асистентом кафедри загальної хімії факультету сільського господарства та лісівництва, а в 1933—1934 рр. — кафедри неорганічної хімії хімічного факультету Львівської політехніки. З 1934 року працювала на кафедрі технології нафти і природного газу хімічного факультету цього університету. 1935 року одружилась із Станіславом Пілатом, завідувачем цієї кафедри. У шлюбі дітей не було. У 1938 році на факультеті математики та природничих наук Університету Яна Казимира у Львові захистила докторську дисертацію: «Деякі властивості розчинів природного газу в легких вуглеводнях».
Сприяла науковому доробку та розвитку кафедри технології нафти і природного газу Політехнічного університету (після 1939 року — Львівського політехнічного інституту), який був провідним науковим підрозділом в Європі у цій галузі. У 1941—1944 рр. працювала хіміком на фармацевтичній фабриці «Лаокоон» у Львові. У липні 1941 року німецька окупаційна влада розстріляла її чоловіка разом з іншими львівськими науковцями.
У 1945 році вона стала співробітником Інституту рідкого палива на політехнічному факультеті Гірничої академії в Кракові, а в травні 1945 року здобула габілітацію на хімічному факультеті Сілезького технологічного університету в Гливицях і того ж року стала завідувачем кафедри технології нафти та рідкого палива на хімічному факультеті Вроцлавського науково-технічного університету.
У листопаді 1945 року трагічно загинула у Вроцлаві. Похована на головній алеї на цвинтарі Святого Лаврентія у Вроцлаві.
Авторка багатьох наукових праць з фармацевтичної хімії, досліджень газів і вуглеводнів, а також хімії та технології нафти, зокрема:
- O pochodnych arsenowych indarolu (1932)
- O leczniczym stosowaniu sulfokwasów naftowych i ich pochodnych (1933)
- Ciepło rozpuszczania gazów ziemnych w węglowodorach ciekłych (1935)
- Zur Klassifikation der Schmieroele (1935)
- O zdolności zwilżania olejów smarowych (1936)
- Oleje syntetyczne otrzymane z węglowodorów nienasyconych (1938)
- Problem paliw płynnych (1945)
- Kraking katalityczny (1945)
- Płynne paliwa silnikowe (1950, podręcznik wydany pośmiertnie)